# Hyphodontia pumilia
Hyphodontia pumilia är en svampart som beskrevs av Gresl. & Rajchenb. 2000. Hyphodontia pumilia ingår i släktet Hyphodontia och familjen Schizoporaceae.   Inga underarter finns listade i Catalogue of Life.